# 24128 Гіпсман
24128 Гіпсман (24128 Hipsman) — астероїд головного поясу, відкритий 4 листопада 1999 року.
Тіссеранів параметр щодо Юпітера — 3,516.